# Oropetium roxburghianum
Oropetium roxburghianum är en gräsart som först beskrevs av Schult., och fick sitt nu gällande namn av Sylvia Mabel Phillips. Oropetium roxburghianum ingår i släktet Oropetium och familjen gräs. Inga underarter finns listade i Catalogue of Life.